# Acetoesamide
L'acetoesamide, detto anche ciclamide, è un composto chimico di formula C15H20N2O4S che in condizioni standard si presenta come una polvere cristallina soffice di colore bianco, inodore o quasi.

## Caratteristiche strutturali e fisiche
| N. di atomi pesanti                  | 22             | 22             |
| N. di donatori di legami a idrogeno  | 2              | 2              |
| N. di accettori di legami a idrogeno | 4              | 4              |
| N. di legami ruotabili               | 4              | 4              |
| Massa monoisotopica                  | 324,11437830 u | 324,11437830 u |
| Superficie polare                    | 101 Å²         | 101 Å²         |
| Sezione d'urto                       | [M+H]+         | 177,1 Å²       |
| Sezione d'urto                       | [M+Na]+        | 189,.29 Å²     |

Dal punto di vista strutturale si tratta di una ammide ed è:
- praticamente insolubile in acqua, etere ed acetato di etile
- lievemente solubile in alcol, cloroformio e diossano
- solubile nella piridina e in soluzioni diluite di idrossidi alcalini

Quando viene riscaldato fino alla decomposizione, emette fumi molto tossici di ossidi di zolfo e ossidi di azoto.

## Reattività e caratteristiche chimiche
Reagisce con composti azoici e diazoici per generare gas tossici. Gas infiammabili si formano dalla reazione con agenti riducenti forti. È una base molto debole. La miscelazione con agenti disidratanti, come P2O5 o SOCl2, genera il corrispondente nitrile.
Del composto sono disponibili i seguenti spettri analitici:
- spettro GC-MS[11]
- spettro MS-MS[12]
- spettro LC-MS[13]
- spettro UV[14]
- spettro FTIR[15]

### Metodi di determinazione
Esistono diversi metodi analitici per la determinazione del composto:
- determinazione fluorimetrica nel plasma e nelle compresse[16]
- determinazione gascromatografica con cattura di elettroni nel plasma[17]
- determinazione con HPLC nel plasma[18]
- determinazione con GLC nel plasma e nelle urine.

## Farmacologia e tossicologia
È un farmaco brevettato utilizzato sia per gli esseri umani che per gli animali.

### Farmacocinetica
Dopo somministrazione orale viene rapidamente assorbita dal tratto gastrointestinale e trasportato dal plasma in complessi proteici (90%). La massima attività ipoglicemizzante si osserva circa 3 ore dopo l'ingestione. La durata totale dell'azione è di 12 - 24 ore. Viene estensivamente metabolizzato nel fegato nel metabolita attivo 1-[(p-α-idrossietilbenzene)sulfonil]-3-icloesilurea, o idrossiesamide, attraverso la riduzione del gruppo p-acetilico. L'idrossiesamide presenta gran parte dell'attività e ha un'emivita plasmatica di circa 6 ore, mentre l'acetoesamida ha un'emivita plasmatica di 1,3 ore. In pazienti con una normale funzione renale ed epatica, oltre l'80% del composto viene escreto entro 24 ore, principalmente sotto forma di metaboliti.

### Farmacodinamica
L'acetoesamide è una sulfonilurea orale di prima generazione ad azione intermedia. Riduce la glicemia stimolando le cellule beta pancreatiche a secernere insulina e aiutando il corpo a utilizzare l'insulina in modo efficiente. A causa della sua azione principale sulle cellule beta pancreatiche, il farmaco è efficace solo quando sono presenti cellule beta pancreatiche funzionali in grado di produrre granuli di insulina. L'acetoesamide ha un terzo della potenza della clorpropamide e il doppio della potenza della tolbutamide; tuttavia, si ottiene un'efficacia ipoglicemizzante simile con dosi equipotenti di sulfoniluree.
Le sulfoniluree, come l'acetoesamide, si legano a un canale K+ dipendente dall'ATP sulla membrana cellulare delle cellule beta pancreatiche. Questo inibisce un flusso iperpolarizzante di potassio, che fa sì che il potenziale elettrico sulla membrana diventi più positivo. Questa depolarizzazione apre i canali Ca2+ voltaggio-dipendenti. L'aumento del calcio intracellulare porta a una maggiore fusione dei granuli di insulina con la membrana cellulare e, di conseguenza, a una maggiore secrezione di (pro)insulina.

### Effetti del composto e usi clinici
È usato nel trattamento del diabete mellito non insulino-dipendente (tipo 2), non chetosico, in pazienti che non riescono a controllare la glicosuria con la sola dieta. Non è indicato nel diabete giovanile o insulino-dipendente (tipo 1).

### Tossicologia
I sintomi dell'esposizione a questo composto includono nausea, vomito, dolore epigastrico, vertigini, debolezza, parestesia e reazioni di ipersensibilità con febbre, eosinofilia, eruzioni cutanee, ittero colestatico e disturbi del sangue tra cui anemia aplastica, leucopenia, agranulocitosi e trombocitopenia. Altri sintomi includono pancitopenia, anemia emolitica, fotosensibilità, emorragia (raramente), aumento della fosfatasi alcalina sierica e reazioni ipoglicemiche, inclusi coma e morte (raramente). Può causare intolleranza all'alcol con arrossamento, palpitazioni e nausea. Può anche causare mal di testa, diarrea e alterazioni nei test di funzionalità epatica. Può verificarsi morte fetale.

### Interazioni
L'azione ipoglicemizzante può essere potenziata da alcuni farmaci, tra cui i FANS e altri farmaci altamente legati alle proteine, salicilati, sulfamidici, cloramfenicolo, probenecid, cumarine, IMAO e β-bloccanti. Le donne trattate con entrambi devono essere poste sotto stretta osservazione per l'ipoglicemia. I tiazidici e altri diuretici, corticosteroidi, fenotiazine, prodotti tiroidei, estrogeni, contraccettivi orali, fenitoina, acido nicotinico, simpaticomimetici, bloccanti dei canali del calcio e isoniazide tendono a produrre iperglicemia e possono portare alla perdita di controllo o all'ipoglicemia quando sospesi. Sono stati riportati casi di grave ipoglicemia in seguito all'uso concomitante di miconazolo orale e agenti ipoglicemizzanti orali. Non è noto se questa interazione si verifichi con le preparazioni di miconazolo per via endovenosa, topica e vaginale.